# Martin Heckmanns
Martin Heckmanns, född 19 oktober 1971 i Mönchengladbach i Nordrhein-Westfalen, Västtyskland, är en tysk dramatiker.

## Biografi
Martin Heckmanns studerade litteraturvetenskap, historia och filosofi i Bielefeld och Berlin och skrev en avhandling om humor i den tidiga romantiken. Innan debuten som dramatiker publicerade han noveller. Debuten kom 1999 med Finnisch oder Ich möchte Dich vielleicht berühren på Stadttheater Herford. Han har spelats i mer än tio länder. Han vann publikens pris på den prestigefyllda teaterfestivalen Mülheim Theatertage både 2003 och 2004. 2009-2012 var han husdramatiker vid Staatsschauspiel Dresden. Som många andra i sin generation tyska dramatiker arbetar Martin Heckmanns med en icke-linjär dramaturgi. Dialogen utgörs ofta av ett expressionistiskt språkspel med förkortningar, verbala innovationer och allitterationer.

## Uppsättningar i Sverige
- 2005 Skjut då, varuhus! (Schieß doch, Kaufhaus!), Teater Tribunalen, översättning Magnus Lindman, regi Jenny Nörbeck
- 2006 Kränk (ingick i "3xNU"), Stockholms stadsteater, översättning Ulla Ekblad-Forsgren, regi Hugo Hansén